# Comunità ebraica di Trieste

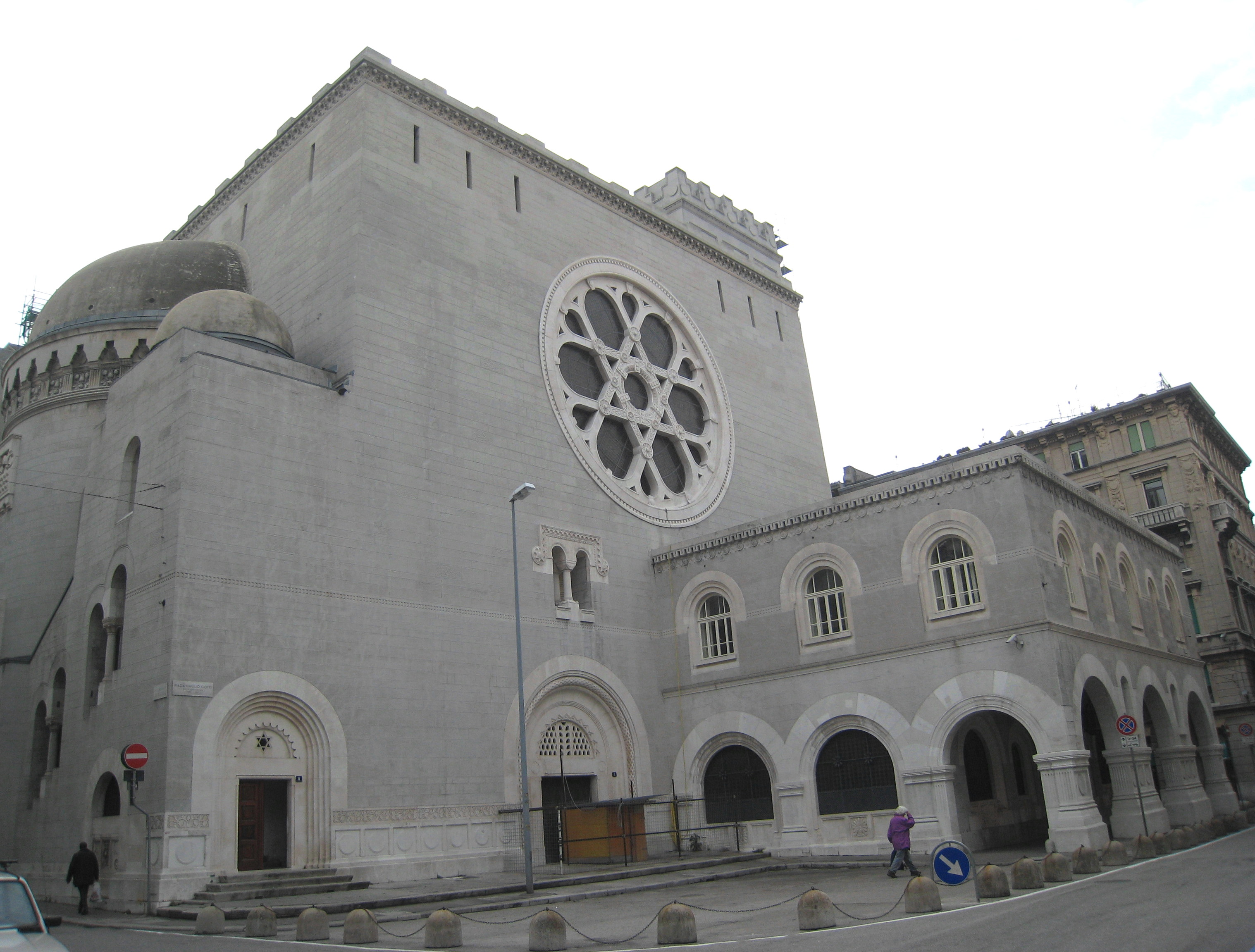
Sinagoga di Trieste

Trieste è sede di una delle maggiori comunità ebraiche italiane, una delle 21 comunità oggi riunite nell'UCEI, comprendendo anche le sezioni di Gorizia e Udine.

## Le origini
Il primo documento ufficiale che attesti la presenza di una seppur piccola comunità ebraica a Trieste risale al 1236 e consiste in un atto notarile che menziona la stipula di un prestito da 500 marchi tra il Vescovo Giovanni e l'ebreo Daniel David per combattere i ladroni che all'epoca infestavano il Carso.
Con la dedizione  della città all'Austria arrivarono in città ebrei provenienti dalle terre tedesche possedute dagli Asburgo. Durante il periodo medievale gli ebrei residenti nella città si dedicavano principalmente ad attività bancarie (usura come veniva definita all'epoca il prestito) e commerciali.
Nel XVII secolo gli ebrei triestini, come quelli di molte altre città europee, si trovarono a dover combattere una battaglia con le autorità cittadine, che li volevano chiusi in un ghetto ed emarginati dal resto della popolazione; alla fine la comunità fu obbligata a cedere alle richieste delle autorità nel 1684, ma già nel 1738 gli ebrei di Trieste non avevano più l'obbligo di rendersi riconoscibili tramite il segno giudaico. Nei decenni successivi molti ebrei giunsero nella città dalle comunità della Repubblica di Venezia, specialmente dalla città di San Daniele del Friuli. Nel 1746 gli ebrei di Trieste si diedero una Costituzione e convocarono un'udienza "de li particolari", ossia di quei capifamiglia che contribuivano economicamente alle spese della comunità.

## Dalle concessioni Teresiane al XX secolo
Il 19 aprile 1771 l'imperatrice Maria Teresa d'Asburgo concesse delle Patenti Sovrane (regolamenti) agli ebrei di Trieste a cui venivano riconosciute maggiori libertà; questo processo continuò con suo figlio Giuseppe II che con l'Editto di tolleranza del 1782 ammise gli ebrei alle cariche di deputati della Borsa e a nuove professioni liberali. L'anno seguente venne creata la prima Scuola Elementare Israelitica con il nome di Scuole Pie Normali Israelitiche e nel 1784 anche le porte del ghetto furono aperte e fu data quindi la possibilità agli ebrei triestini di vivere accanto ai cittadini di altra fede religiosa. Nel XIX secolo gli ebrei continuarono sul sentiero dell'emancipazione assumendo ruoli importanti nel campo degli studi, dell'industria, del commercio e anche delle assicurazioni (le Assicurazioni Generali di Trieste furono fondate da tre ebrei).
Samuel David Luzzatto e Italo Svevo erano entrambi ebrei nativi di Trieste e nacquero in questo periodo di prosperità per la comunità israelitica.
Nel 1912 venne inaugurata la nuova sinagoga monumentale e andò a rimpiazzare le quattro piccole sinagoghe di epoca precedente. Tuttavia oltre alla nuova sinagoga, rimaneva ancora in funzione una piccola sinagoga in Via del Monte. Infatti a Trieste c'erano Ebrei di rito sefardita, soprattutto quelli provenienti da Venezia e dalla Grecia ed Ebrei di rito ashkenazita, provenienti dall'interno dell'Impero Austro-Ungarico, soprattutto dalla Polonia austriaca (Cracovia e Leopoli). Nel 1931 Trieste contava 5.025 ebrei, nel 1938 quasi 7.000 (l'85% dell'intera comunità israelita della Venezia Giulia e Zara), un quarto circa dei quali non aveva però la nazionalità italiana».

## Dalle leggi razziali ad oggi
Nel 1938, durante il Ventennio fascista, vennero promulgate le leggi razziali e dal 1940 vi furono attacchi contro la comunità ebraica. Con l'occupazione nazista ci furono operazioni di rastrellamento nei confronti degli ebrei il 9 ottobre 1943 e il 20 gennaio 1944 quando l'obiettivo furono gli anziani e i malati della Casa di riposo israelitica "Pia Casa Asilo Gentilomo", situata in via di Cologna 29.
Verso sera, il 20 gennaio 1944, arrivarono i militari nazisti con uno o due autobus della linea "10". Gli Ebrei anziani e malati, là ricoverati, furono brutalmente caricati sugli autobus e portati alla Risiera di San Sabba, ricavata da un edificio per la pilatura del riso. Da lì furono portati nella vicina stazione ferroviaria di Trieste - San Sabba, con destinazione Auschwitz, dove finirono nelle camere a gas e nei forni crematori. Infatti nell'autunno del 1943, un anno e mezzo prima del termine della Seconda guerra mondiale venne installato dai tedeschi un campo di concentramento, unico nel suo genere in Italia, presso la Risiera di San Sabba nella periferia meridionale della città. Vi furono deportati 710 ebrei.
Nel 1945 solo 2.300 ebrei rimasero in città, nel 1965 erano solo 1.052. Oggi la comunità ebraica della città conta circa 700 membri.

## Personaggi illustri
Tra i triestini insigni di origini ebraiche si ricordano:
- Fabio Cusin (1904-1955), storico, politico, saggista
- Eugenio Geiringer (1844-1904), ingegnere ed architetto
- Marcello Labor (1890-1954), medico, sacerdote
- Teodoro Mayer (1860-1942), giornalista e editore, fondatore de Il Piccolo
- Ernesto Nathan Rogers (1909-1969), architetto
- Elody Oblath (1889-1971), scrittrice
- Umberto Saba (1883-1957), poeta
- Italo Svevo (1861-1928), scrittore
- Fabio Jegher, giornalista e fondatore SISAL
- Angelo Vivante (1869-1915), saggista, storico e giornalista
- Giorgio Voghera (1908-1999), scrittore
- Bruno Pincherle (1903-1968), medico
- Arturo Nathan (1891-1944), pittore